# Empedcochylis
Empedcochylis là một chi bướm đêm thuộc phân họ Tortricinae của họ Tortricidae.

## Các loài
- Empedcochylis empeda Razowski & Becker, 1986